# The Hoyden (film 1911)
The Hoyden è un cortometraggio muto del 1911 diretto da Harry Solter e prodotto dalla Lubin.

## Trama
Un giovane soldato viene mandato oltremare. Quando ritorna, non riconoscerà la moglie che aveva sposato sui due piedi prima di partire. La donna, da maschiaccio ruvido si è trasformata in una giovane donna sofisticata ed elegante.

## Produzione
Il film fu prodotto dalla Lubin Manufacturing Company.

## Distribuzione
Distribuito dalla General Film Company, il film - un cortometraggio in una bobina - uscì nelle sale statunitensi il 24 aprile 1911.